# Dag Nasty
Dag Nasty és un grup de música hardcore de Washington D.C. (Estats Units) format el 1985 per Brian Baker (guitarra) procedent de Minor Threat, Colin Sears (bateria) i Roger Marbury (baix), els dos procedents de Bloody Mannequin Orchestra, i Shawn Brown (cantant) procedent de Swiz i Jesuseater. El seu estil va evolucionar des del hardcore cap a un estil més personal i complex que es va conèixer com a hardcore melòdic.

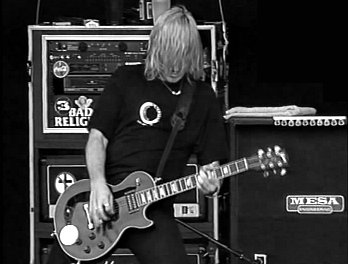
Brian Baker, 1995

## Membres
- Shawn Brown (1985-1986/2010-) Veu
- Brian Baker (1985-) Guitarra
- Roger Marbury (1985-1986/1991-) Baix
- Colin Sears (1985-1987/1991-) Bateria

## Antics membres
Veu
- Dave Smalley (1986/1991-2002)
- Peter Cortner (1986-1988)

Baix
- Doug Carrion (1987-1988)

Bateria
- Scott Garret (1987-1988)

## Discografia
- Can I Say LP (Dischord Records, 1986)
- Wig Out at Denko's LP (Dischord Records, 1987)
- All Ages Show 7" (Giant Records, 1987)
- Field Day LP (Giant Records, 1988)
- Trouble Is. 12" (Giant Records, 1988)
- Can I Say/Wig Out at Denko's CD (Dischord Records, 1991)
- 85-86 LP/7" Box Set/CD (Selfless Records, 1991)
- Four on the Floor LP/CD (Epitaph Records, 1992)
- Minority of One LP/CD (Revelation Records, 2002)
- Dag with Shawn LP/CD (Dischord Records, 2010)
- Cold Heart 7''/Digital (Dischord Records, 2016)